# Політичний розшук
Політи́чний ро́зшук — діяльність спеціально уповноважених державних органів, спрямована на запобігання, припинення і розкриття злочинів проти держави, її політичного устрою чи режиму («політичних злочинів»), яка є поєднанням дізнання та оперативно-розшукових заходів і складовою охоронної (каральної) функції держави.